# Проходящий тон
Проходящий тон или проходящий звук (итал. note di passagio, фр. note de passage, англ. passing note, нем. Durchgangsnote) — с точки зрения гармонической тональности, это неаккордовый тон, который соединяет вместе два различных аккордовых тона. Как правило, это неаккордовый тон на слабой доле, поступенно идущий от одного аккордового тона к другому. Попадая на сильную долю (особенно в момент вступления новой гармонии), проходящие тоны приобретают характер неприготовленного задержания.

## Классификация
Различают проходящие тоны диатонические и хроматические. Они могут быть также двойными, тройными (секст- или квартсекстаккордами); в противодвижении — и в большем числе голосов. 
Например, проходящий тон может быть приготовлен аккордным тоном на ступень выше либо ниже его и разрешён путём его поступенного продления в том же направлении к следующему аккордному тону (который либо является частью всё того же аккорда, либо следующего аккорда в аккордовой последовательности). Там, где два проходящих тона не разрешены, они представляют собой двойной проходной тон или двойной проходной звук.
Между проходящим тоном и аккордовым, к которому направлено мелодическое движение, могут быть введены аккордовый и другие неаккордовые тоны (запаздывающее разрешение проходящего тона).  Проходящие тоны могут образовывать проходящие аккорды.  В современной музыке поступенность проходящих тонов иногда разрывается перебросом их в другую октаву.

## Исторический очерк
Как технический приём проходящий тон фигурирует уже в самых ранних памятниках западноевропейского многоголосия. Понятие «проходящий тон» возникло позже в учении о контрапункте, где он трактовался как вид диссонанса, переходящий от одного консонирующего интервала к другому (нем. Durchgangsdissonanz, «проходящий диссонанс»). В трактатах XVI – первой трети XVII вв. проходящий тон зачастую именовался «тра́нзитом» (лат. transitus), «быстрым переходом» (лат. celer transitus) и другими терминами. С развитием учения о гармонии проходящий тон стал рассматриваться в соотнесении с аккордом.